# لودمیلا آصلانیان
لودمیلا آصلانیان (ارمنی: Լյուդմիլա Ասլանյան; زاده ۲ ژوئیهٔ ۱۹۵۴) (به انگلیسی: Ludmila Aslanian) استاد بین‌المللی زنان اهل ارمنستان است.
آصلانیان در سال ۱۹۹۲ در نخستین حضور ارمنستان در المپیاد شطرنج در ترکیب این تیم در ۳۰مین دوره این مسابقات حضور داشت. در همان سال نخستین بازی خود در ترکیب تیم ارمنستان در مسابقات قهرمانی شطرنج تیمی اروپا انجام داد آصلانیان برای بار دوم در ۳۱مین دوره المپیاد شطرنج در ترکیب تیم ارمنستان بازی کرد. وی همچنین در سال ۱۹۹۱ در تیم نماینده ارمنستان شوروی در دومین دوره مسابقات قهرمانی شطرنج تیم زنان شوروی بود.
| به‌دلیل برخی مشکلات فنی، نمودارها موقتاً قابل مشاهده نیستند. اطلاعات بیشتر پیرامون این مشکل در فابریکاتور و وبگاه مدیاویکی در دسترس است. | |
| | به‌دلیل برخی مشکلات فنی، نمودارها موقتاً قابل مشاهده نیستند. اطلاعات بیشتر پیرامون این مشکل در فابریکاتور و وبگاه مدیاویکی در دسترس است. |